# Čeng Pching-žu
Čeng Pching-žu (tradiční znaky 鄭蘋如, zjednodušené znaky 郑苹如, pchin-jin Zheng Pingru) (1918 – únor 1940) byla válečnou špionkou Kuomintangu, která byla popravena Japonci za svou účast na pokusu o atentát na Ting Mo-cchuna, čínského politika, kolaborujícího s Japonskem.

## Život

### Rodina a život před špionáží

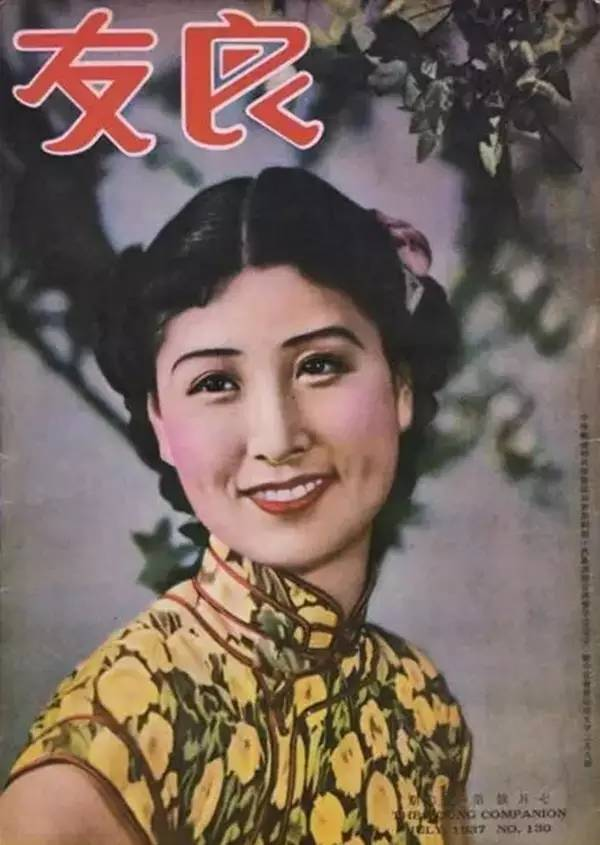
Čeng Pching-žu na obálce časopisu Young Companion

Čengina matka, Hanako Kimura (později Čeng Chua-ťün), byla Japonka a Čeng Pching-žu s matčinou rodinou strávila několik let v Japonsku, uměla tudíž mluvit plynulou japonštinou. Měla také blízké vztahy s elitou japonské komunity v Šanghaji. Její otec, Čeng Jüe, byl právník, který se aktivně angažoval v politice jako člen Čínské národní strany. Během okupace Šanghaje byl žalobcem soudu v Ťiang-su.
Přestože rodina Čeng Pching-žu byla napůl japonského původu, silně nesouhlasila s japonskou agresí vůči Číně. To dokazoval i fakt, že ač byla Čeng Chua-ťün Japonka, zůstala během čínsko-japonské války se svým manželem v Šanghaji, místo toho, aby se vrátila do své rodné země. Po smrti jejího bratra, který zemřel během služby v letectvu, a po japonských útocích na Čínu, se pročínské cítění rodiny ještě upevnilo.
Roku 1937 se Čeng Pching-žu objevila na obálce časopisu Young Companion. Pozornost redaktora upoutala během svých hereckých vystoupení na místní univerzitě. Hrála také na piano a zpívala v Pekingské opeře. Působila jako osobnost, jejíž jméno mělo šanci být v budoucnu v uměleckém sektoru známé. S příchodem války se její herecké schopnosti staly prostředkem pro špionáž. Výhodou byla také její jazyková vybavenost.

### Válečná špionka
Když Japonsko v roce 1937 vpadlo do Číny a obsadilo Šanghaj, Čeng Pching-žu se stala tajnou špionkou Kuomintangu. Jejím úkolem bylo provést atentát na politika Ting Mo-cchuna, z důvodu jeho kolaborace s Japonci. Vysloužil si přezdívku „Řezník Ting“ za popravování protijaponských odbojářů. Čeng měla Tinga svést a nalákat ho do připravené pasti. V roce 1939 se stala Tingovou přítelkyní, poté, co si s ním zařídila několik „náhodných“ setkání.
V prosinci 1939 Čeng doprovodila Tinga na večeři u jeho přátel. Poté ho požádala, aby jí zastavil na Nan-ťingské ulici, slavné obchodní ulici Šanghaje, a pomohl jí s výběrem kabátu. Tato situace měla vytvořit příležitost pro provedení atentátu – dva střelci patřící ke Kuomintangu čekali opodál na šanci Tinga zastřelit. Ting ale v obchodě pojal podezření a utekl přes ulici zpět ke svému vozu. To atentátníky zaskočilo a svůj cíl při střelbě minuli.
Po neúspěšném atentátu údajně navrhla japonská loutková vláda otci Čeng Pching-žu, že by jeho dcera mohla být propuštěna výměnou za jeho kolaboraci s Japonskem. Vlastenecky založený Čeng Jüe nabídku odmítl, ač svou dceru miloval. Jeho žena jeho rozhodnutí podpořila. Čeng Pching-žu byla tedy nakonec v únoru roku 1940 popravena.

## Po smrti

### V populární kultuře
Čeng Pching-žu se pravděpodobně stala zdrojem inspirace pro autorku Eileen Čchang a její novelu Touha, opatrnost, která byla v roce 2007 také zfilmována. Avšak autorka se u své postavy Wang Ťia-č' místo tragického osudu a smrti patriotické Čeng Pching-žu raději zaměřila na smrt z důvodu lásky. V jejím případě tedy nešlo o patriotismus a odhodlání chránit svou zemi, ale o lásku k muži, na kterého měl být s její pomocí spáchaný atentát. Příběhy Čeng Pching-žu a Wang Ťia-č' mají společný pouze rámec, kdy jde o mladou dívku, jejíž život končí tragickou smrtí, a zrádce. Autorka nedává velký důraz na skutečné historické souvislosti. Tato změna se setkala s nesouhlasem jak ze strany společnosti, tak ze strany rodiny Čeng, která nesouhlasila s odchýlením od skutečného příběhu a s proměnou válečné hrdinky ve zmatenou dívku zamilovanou do nepřítele.
V roce 2009 byla v Šanghaji vystavena její socha, která zachycuje Čeng Pching-žu v momentě její popravy.

### Odkaz
Na Tchaj-wanu byla Čeng vládou označena jako „mučednice“  a Komunistická strana Číny se o ní vyjadřuje jako o „protijaponské hrdince“. Je pohřbena v Šanghaji na hřbitově pro mučedníky.